# Unione Sportiva Triestina 1950-1951
Questa voce raccoglie le informazioni riguardanti l'Unione Sportiva Triestina nelle competizioni ufficiali della stagione 1950-1951.

## Stagione

Il centrattacco alabardato Plinio Petrozzi posa fuori dagli spogliatoi dello stadio di Valmaura assieme al bianconero Parola, suo prossimo marcatore in Triestina-Juventus (2-2) del 28 gennaio 1951; s'intravede anche il portiere bianconero Viola.

Il 1950 è un anno cruciale per le sorti dell'alabarda, dopo tre anni passati sulla panchina ricchi di soddisfazioni (un secondo posto storico e due ottavi posti), Nereo Rocco se ne va al Treviso, a causa anche dei diverbi con la dirigenza e con il presidente Brunner. Con lui se ne vanno anche giocatori che erano stati dei cardini della squadra: Blason e Rossetti, entrambi ceduti all'Inter e Memo Trevisan, accasatosi in serie B al Legnano. Lascia l'alabarda, dopo dodici anni di dedizione ininterrotta, anche il capitano Enrico Radio il quale conclude la propria carriera (anch'egli, a quanto pare, era in rotta con la dirigenza). Altre cessioni sono quelle di Adcock, Vecchiet, Vitti e Carraro.
In arrivo Ciccarelli e De Vito dalla SPAL, il paraguaiano Benegas (una comparsa), Mariuzza, Valenti dal Monfalcone e Birsa, Claut, Dorigo e Montiglia dal vivaio. Nuovo allenatore è l'ungherese Béla Guttmann, che successivamente sarà l'artefice dei successi internazionali del Benfica (quello di Eusébio).
Sarà un campionato di Serie A sofferto per l'Unione, con la salvezza ottenuta solamente all'ultima giornata (3 a 0 al Novara di Piola). L'avvio però non è da buttare: 10 punti in 11 partite, tra cui spiccano il pareggio a Torino contro la Juventus e la vittoria contro la Roma.
Con l'anno nuovo arrivano due rinforzi: il paraguaiano Benegas e il giovane Valenti (giunto come attaccante, ma in seguito diverrà un ottimo difensore). Ma l'anno nuovo suona un vero allarme per la Triestina: 10 partite senza vittoria, con in mezzo sonore scoppole (a Novara, Roma e Palermo). Unica nota di rilievo il successo sull'Inter. Per il resto la classifica piange. si giunge allo scontro diretto con il Genoa, penultimo (l'Unione era un punto sopra, terzultima). Il risultato finale, dettato soprattutto dalla paura, è di zero a zero. L'ultima giornata vede l'Unione ospitare il già salvo Novara, 3 a 0 il risultato finale e salvezza in tasca.
La squadra era schierata con il Sistema, modulo classico di quei tempi: Nuciari in porta, Sessa e Zorzin terzini, Grosso al centro, quadrilatero di centrocampo formato da Giannini e Ciccarelli arretrati, Petagna e Ispiro mezz'ali. In attacco Boscolo e De Vito (o Benegas) ali, Petrozzi centravanti. Altri giocatori utilizzati sono: il secondo portiere Cantoni, Begni, Mariuzza, Redolfi, Pison, Valenti, Brandolisio, Martinis, Birsa, Claut, Dorigo e Montiglia.

## Rosa
| N. |                   | Ruolo | Calciatore          |
| -- | ----------------- | ----- | ------------------- |
|    | Italia (bandiera) | P     | Gino Cantoni        |
|    | Italia (bandiera) | P     | Antonio Nuciari     |
|    | Italia (bandiera) | D     | Mario Claut         |
|    | Italia (bandiera) | D     | Pietro Grosso       |
|    | Italia (bandiera) | D     | Marco Mariuzza      |
|    | Italia (bandiera) | D     | Elio Martinis       |
|    | Italia (bandiera) | D     | Carlo Redolfi       |
|    | Italia (bandiera) | D     | Antonio Sessa       |
|    | Italia (bandiera) | D     | Corrado Zorzin      |
|    | Italia (bandiera) | C     | Mario Begni         |
|    | Italia (bandiera) | C     | Fabio Brandolisio   |
|    | Italia (bandiera) | C     | Giovanni Ciccarelli |

| N. |                     | Ruolo | Calciatore          |
| -- | ------------------- | ----- | ------------------- |
|    | Italia (bandiera)   | C     | Aldo Dorigo         |
|    | Italia (bandiera)   | C     | Euro Giannini       |
|    | Italia (bandiera)   | C     | Fortunato Montiglia |
|    | Italia (bandiera)   | C     | Francesco Petagna   |
|    | Paraguay (bandiera) | A     | Felix Benegas       |
|    | Italia (bandiera)   | A     | Enore Boscolo       |
|    | Italia (bandiera)   | A     | Domenico De Vito    |
|    | Italia (bandiera)   | A     | Bruno Ispiro        |
|    | Italia (bandiera)   | A     | Plinio Petrozzi     |
|    | Italia (bandiera)   | A     | Sergio Pison        |
|    | Italia (bandiera)   | A     | Renato Valenti      |
|    | Italia (bandiera)   | C     | Dario Birsa         |

## Calciomercato
| Acquisti | Acquisti            | Acquisti   | Acquisti   |
| R.       | Nome                | da         | Modalità   |
| -------- | ------------------- | ---------- | ---------- |
| D        | Elio Martinis       | Udinese    | definitivo |
| D        | Marco Mariuzza      | Udinese    | definitivo |
| C        | Giovanni Ciccarelli | SPAL       | definitivo |
| P        | Renato Valenti      | Monfalcone | definitivo |
| A        | Domenico De Vito    | SPAL       | definitivo |
| A        | Felix Benegas       | Sanremese  | definitivo |

| Cessioni | Cessioni           | Cessioni | Cessioni      |
| R.       | Nome               | a        | Modalità      |
| -------- | ------------------ | -------- | ------------- |
| D        | Ivano Blason       | Inter    | definitivo    |
| C        | Enrico Radio       | -        | fine carriera |
| C        | Guglielmo Trevisan | Legnano  | definitivo    |
| A        | Charles Adcock     | Treviso  | definitivo    |
| A        | Licio Rossetti     | Inter    | definitivo    |

## Risultati

### Serie A

#### Girone di andata
| Arbitro: | Massai (Pisa) |

|                                              |           |             |
| Pinardi 21’ Grosso 68’ (aut.) A. Lipizer 77’ | Marcatori | 48’ De Vito |

| Arbitro: | L. Bernardi (Savona) |

|                          |           |                                    |
| Praest 59’ J. Hansen 62’ | Marcatori | 14’ Boscolo 50’ (aut.) Bertuccelli |

| Arbitro: | Liverani (Torino) |

|                                             |           |                                 |
| Boscolo 10’, 57’ Ciccarelli 29’ Petagna 88’ | Marcatori | 14’ Sundqvist 90+1’ Tontodonati |

| Arbitro: | Dattilo (Roma) |

|                       |           |  |
| Lorenzi 25’ Nyers 32’ | Marcatori |  |

| Arbitro: | G. Bernardi (Bologna) |

|                       |           |  |
| Begni 10’ Boscolo 28’ | Marcatori |  |

| Arbitro: | Gamba (Napoli) |

|                                      |           |           |
| Bassetto 50’ Lucentini 87’ Gei 90+2’ | Marcatori | 41’ Begni |

| Trieste 22 ottobre 1950 7ª giornata | Triestina      | 0 – 0 | Udinese | Stadio Comunale\| Arbitro: \| Dattilo (Roma) \| |
| Arbitro:                            | Dattilo (Roma) |       |         |                                                 |

| Arbitro: | Gemini (Roma) |

|                          |           |                         |
| Turbeky 8’ Guarnieri 40’ | Marcatori | 31’ Boscolo 79’ De Vito |

| Trieste 5 novembre 1950 9ª giornata | Triestina        | 0 – 0 | Lucchese | Stadio Comunale\| Arbitro: \| Camiolo (Milano) \| |
| Arbitro:                            | Camiolo (Milano) |       |          |                                                   |

| Arbitro: | Righi (Milano) |

|                                         |           |            |
| Dalla Torre 14’ Vitali 76’ Sperotto 78’ | Marcatori | 10’ Ispiro |

| Arbitro: | Liverani (Torino) |

|                  |           |                |
| De Vito 60’, 88’ | Marcatori | 85’ Checchetti |

| Arbitro: | Marchese (Frattamaggiore) |

|                  |           |  |
| Flamini 48’, 67’ | Marcatori |  |

| Arbitro: | Galeati (Bologna) |

|                                           |           |                                                           |
| Pison 12’ Sessa 32’ (rig.) Ciccarelli 86’ | Marcatori | 26’ Nordahl 54’ (rig.) Annovazzi 62’ De Grandi 65’ Burini |

| Arbitro: | Valsecchi (Milano) |

|                     |           |  |
| Celio 29’ Costa 52’ | Marcatori |  |

| Arbitro: | Bertolio (Torino) |

|                                     |           |                       |
| Ispiro 3’, 68’ Pison 6’ De Vito 55’ | Marcatori | 44’ Di Maso 64’ Sukru |

| Arbitro: | Marchetti (Milano) |

|                          |           |            |
| Krieziu 7’ Formentin 52’ | Marcatori | 80’ Ispiro |

| Arbitro: | Silvano (Torino) |

|                         |           |                |
| Petrozzi 40’ Ispiro 41’ | Marcatori | 90’ Cervellati |

| Arbitro: | Orlandini (Roma) |

|                                       |           |                         |
| Nilsson 1’ Mellberg 5’ Invernizzi 47’ | Marcatori | 9’ Boscolo 64’ Petrozzi |

| Arbitro: | Corallo (Lecce) |

|                                                   |           |             |
| Arangelovic 21’ Pesaola 49’ Oppezzo 74’ Piola 79’ | Marcatori | 20’ Petagna |

#### Girone di ritorno
| Arbitro: | G. Bernardi (Bologna) |

|             |           |  |
| Valenti 47’ | Marcatori |  |

| Arbitro: | Dattilo (Roma) |

|                            |           |                          |
| Boscolo 27’ Petrozzi 90+1’ | Marcatori | 12’ K. Hansen 52’ Praest |

| Arbitro: | Silvano (Torino) |

|                                                                |           |  |
| Andersson 41’ Sundqvist 54’ Redolfi 64’ (aut.) Merlin 76’, 80’ | Marcatori |  |

| Arbitro: | Massai (Pisa) |

|                  |           |             |
| Boscolo 43’, 87’ | Marcatori | 37’ Lorenzi |

| Arbitro: | Matucci (Seregno) |

|            |           |  |
| Frizzi 75’ | Marcatori |  |

| Arbitro: | Valsecchi (Milano) |

|                                 |           |              |
| Giannini 26’ Ballico 76’ (aut.) | Marcatori | 71’ Bassetto |

| Arbitro: | G. Bernardi (Bologna) |

|               |           |              |
| Paulinich 75’ | Marcatori | 69’ Petrozzi |

| Arbitro: | Lungagnani (Modena) |

|                                               |           |               |
| G. Martini 18’ (aut.) Petagna 26’ Benegas 74’ | Marcatori | 51’ Guarnieri |

| Arbitro: | Marchetti (Milano) |

|                    |           |  |
| Mike 27’ Mazza 71’ | Marcatori |  |

| Arbitro: | Savio (Torino) |

|             |           |             |
| Benegas 24’ | Marcatori | 69’ Galassi |

| Arbitro: | Massai (Pisa) |

|               |           |  |
| S. Hansen 61’ | Marcatori |  |

| Arbitro: | Silvano (Torino) |

|            |           |                                            |
| Ispiro 71’ | Marcatori | 25’ Flamini 52’ Arce 67’ (rig.) Sentimenti |

| Arbitro: | Massai (Pisa) |

|                           |           |  |
| Annovazzi 21’ Nordahl 67’ | Marcatori |  |

| Trieste 29 aprile 1951 33ª giornata | Triestina          | 0 – 0 | Padova | Stadio Comunale\| Arbitro: \| Marchetti (Milano) \| |
| Arbitro:                            | Marchetti (Milano) |       |        |                                                     |

| Arbitro: | Gemini (Roma) |

|                                                       |           |  |
| Sukru 22’, 85’ Alfier 27’ Di Maso 31’ Bronee 47’, 51’ | Marcatori |  |

| Arbitro: | Righi (Milano) |

|            |           |            |
| Ispiro 71’ | Marcatori | 45’ Amadei |

| Arbitro: | Corallo (Lecce) |

|                    |           |  |
| Petagna 30’ (aut.) | Marcatori |  |

| Trieste 10 giugno 1951 37ª giornata | Triestina             | 0 – 0 | Genoa | Stadio Comunale\| Arbitro: \| G. Bernardi (Bologna) \| |
| Arbitro:                            | G. Bernardi (Bologna) |       |       |                                                        |

| Arbitro: | Marchetti (Milano) |

|                            |           |  |
| Pison 52’, 67’ De Vito 59’ | Marcatori |  |

## Statistiche

### Statistiche di squadra
| Competizione | Punti | In casa | In casa | In casa | In casa | In casa | In casa | In trasferta | In trasferta | In trasferta | In trasferta | In trasferta | In trasferta | Totale | Totale | Totale | Totale | Totale | Totale | DR  |
| Competizione | Punti | G       | V       | N       | P       | Gf      | Gs      | G            | V            | N            | P            | Gf           | Gs           | G      | V      | N      | P      | Gf     | Gs     | DR  |
| ------------ | ----- | ------- | ------- | ------- | ------- | ------- | ------- | ------------ | ------------ | ------------ | ------------ | ------------ | ------------ | ------ | ------ | ------ | ------ | ------ | ------ | --- |
| Serie A      | 30    | 19      | 10      | 7       | 2       | 33      | 20      | 19           | 0            | 3            | 16           | 12           | 47           | 38     | 10     | 10     | 18     | 45     | 67     | -22 |

### Statistiche dei giocatori
Nel conteggio dei gol realizzati si aggiungano tre autoreti a favore.
| Giocatore      | Serie A  | Serie A |
| Giocatore      | Presenze | Reti    |
| -------------- | -------- | ------- |
| G. Cantoni     | 1        | -3      |
| A. Nuciari     | 37       | -64     |
| M. Claut       | 2        | 0       |
| P. Grosso      | 32       | 0       |
| M. Mariuzza    | 11       | 0       |
| E. Martinis    | 3        | 0       |
| C. Redolfi     | 11       | 0       |
| A. Sessa       | 37       | 1       |
| C. Zorzin      | 26       | 0       |
| M. Begni       | 12       | 2       |
| F. Brandolisio | 5        | 0       |
| G. Ciccarelli  | 36       | 2       |
| A. Dorigo      | 2        | 0       |
| E. Giannini    | 27       | 1       |
| F. Montiglia   | 1        | 0       |
| F. Petagna     | 34       | 3       |
| F. Benegas     | 12       | 2       |
| E. Boscolo     | 35       | 9       |
| D. De Vito     | 23       | 6       |
| B. Ispiro      | 30       | 7       |
| P. Petrozzi    | 25       | 4       |
| S. Pison       | 8        | 4       |
| R. Valenti     | 6        | 1       |
| D. Birsa       | 2        | 0       |